# 米霍维尔·纳基奇
米霍维尔·纳基奇（1955年7月31日—），克罗地亚男子篮球运动员。他曾代表南斯拉夫国家队参加1980年和1984年夏季奥林匹克运动会篮球比赛，获得一枚金牌和一枚铜牌。